# Urtica ferox
Urtica ferox G.Forst. è un arbusto della famiglia delle Urticacee, endemico della Nuova Zelanda, ove è nota come anche ongaonga. È un'ortica dai fusti legnosi e spine pungenti: toccate, causano un dolore che può durare più giorni e che può creare problemi neurologici, convulsioni e difficoltà respiratorie. È stato riportato un decesso umano a causa dell'U. ferox, nel 1961.

## Etimologia
L'attributo ferox, dal latino feroce, deriva dall'irritazione causata dalla pianta, più potente di quella della comune ortica.

## Descrizione
L'arbusto può superare i 2 m di altezza. Il fusto è percorso da numerosi peli urticanti. Le foglie sono verdi, ovate, triangolari, opposte, da acute a acuminate, dentate, lunghe fino a 18 cm, con spine bianche lunghe fino a 1 cm. I frutti sono acheni lunghi 1-1,5 mm.